# Tampere Open 1997
Il Tampere Open 1997 è stato un torneo di tennis facente parte della categoria ATP Challenger Series nell'ambito dell'ATP Challenger Series 1997. Il torneo si è giocato a Tampere in Finlandia dal 21 al 27 luglio 1997 su campi in terra rossa.

## Vincitori

### Singolare
Attila Sávolt ha battuto in finale  Todd Larkham con il punteggio di 7–5, 6–0

### Doppio
Cyril Buscaglione /  Régis Lavergne hanno battuto in finale  Tuomas Ketola /  Borut Urh con il punteggio di 6–4, 6–3